# Nodulus van Heberden
De noduli van Heberden (knobbels van Heberden) zijn benige verdikkingen aan de eindkootjes van de vingers, dus van de distale interfalangeale (DIP-)gewrichtjes. Ze wijzen meestal op 'slijtage' van deze gewrichtjes (artrose) en zijn soms wat pijnlijk en hinderlijk maar leiden nimmer tot ernstige invaliditeit. Verdikkingen van de volgende gewrichtjes, de proximale interfalangeale gewrichten heten noduli van Bouchard. Hierbij moet onderscheid worden gemaakt met de verdikking van deze gewrichten door reumatoïde artritis, die niet door extra botafzetting maar door verdikking van de weke delen ontstaat.
De noduli van Heberden zijn vernoemd naar William Heberden (1710-1801), een Britse arts.